# Axel Christensen
Axel Christensen (30 de julio de 2004) es un deportista de Dinamarca que compite en atletismo. Ganó una medalla de plata en el Campeonato Europeo de Atletismo Sub-20 de 2021, en la prueba de 3000 m obstáculos.